# Институт тектоники и геофизики имени Ю. А. Косыгина ДВО РАН
Институт тектоники и геофизики им. Ю. А. Косыгина ДВО РАН (сокр. ИТИГ ДВО РАН) — научно-исследовательский институт при Дальневосточном отделении Российской академии наук, организованный в 1971 году. Одно из ведущих научных учреждений геофизического профиля в России. Расположен в Хабаровске.

## История
Институт тектоники и геофизики ДВНЦ АН СССР создан в Хабаровске в августе 1971 году по Постановлению Президиума АН СССР (№ 732 от 29.07.1971 г.). Основным направлением деятельности института в эти годы становятся фундаментальные тектонические исследования, которые выполнялись под руководством Ю. А. Косыгина и его единомышленников Л. М. Парфенова и В. А. Соловьева. Осенью 1977 г. ИТиГ ДВО РАН переезжает в новое здание, где располагается и поныне.
В 1981 году Президиумами РАН и ДВО РАН при ИТиГ был учрежден всероссийский научный журнал «Тихоокеанская геология». В институте находятся редакция и научно-технический центр подготовки к изданию этого журнала, который с 1984 года издается и на английском языке.
С 1995 г. ИТиГ ДВО РАН регулярно проводит всероссийские конференции, посвященные памяти выдающегося тектониста академика Ю. А. Косыгина, — «Косыгинские чтения. Тектоника и глубинное строение Востока Азии». По инициативе ИТиГ ДВО РАН в 1997 г. организован позднее ставший традиционным в ДВО РАН сейсмологический симпозиум «Проблемы сейсмичности Дальнего Востока».
В 2001 г. ИТиГ ДВО РАН выиграл грант Американского фонда гражданских исследований и развития для независимых государств бывшего СССР, Министерства промышленности, науки и технологий РФ и администрации Хабаровского края по программе «Региональные центры поддержки экспериментальных исследований». Благодаря этому на базе лаборатории физико-химических методов исследования института был создан региональный аналитический центр.
С 2008 г. институтом совместно с Управлением образования г. Хабаровска ежегодно организуются и проводятся геологические олимпиады для старшеклассников хабаровских школ.
Директорами Института тектоники и геофизики им. Ю. А. Косыгина Дальневосточного Отделения Российской Академии Наук в разные годы были:
1971—1988 — Косыгин Юрий Александрович, акад. РАН (директор-организатор);

1989—1992 — Борукаев Чермен Бейбулатович, чл.-кор. РАН, профессор;

1993—2003 — Романовский Николай Петрович, д.г.-м.н., заслуженный деятель науки РФ;

2003—2007 — Родионов Сергей Михайлович, чл.-кор. РАН, д.г.-м.н.;

2007—2017 — Диденко Алексей Николаевич, чл.-кор. РАН, д.г.-м.н.;

2018—2019 — Быков Виктор Геннадьевич, д.ф.-м.н.; (врио директора);

2019— по н/в — Песков Алексей Юрьевич, к.г.-м.н.

## Научные подразделения
Научно-исследовательские работы выполняют 6 научных подразделений:
- Лаборатория тектоники;
- Лаборатория региональной геофизики и петрофизики;
- Лаборатория сейсмологии и сейсмотектоники;
- Лаборатория тектоники осадочных бассейнов;
- Лаборатория физико-химических методов исследования;
- Отдел геоинформационных систем и прикладной геофизики.

## Основные научные направления
Основные научные направления исследований института:
- Тектоника, глубинное строение, магматизм и эволюция литосферы континента и океана;
- Геодинамика, современные движения и напряженное состояние земной коры, сейсмичность, природные катастрофы Азиатско-Тихоокеанского региона;
- Осадочные бассейны Восточноазиатской окраины, ее шельфа и континентального склона: закономерности строения, условия формирования, топливно-энергетические ресурсы.

## Сотрудники института
Всего в институте работает 98 человек, в том числе 48 научных сотрудников, из них:

Член-корреспондент РАН — 1

Докторов наук — 6

Кандидатов наук — 28

Молодых учёных — 14

Инженерно-технический персонал (в том числе редакция научного журнала «Тихоокеанская геология») — 52

В разные годы в институте работали: д. х. н. Н. Е. Аблесимов, к.г.-м.н. В. А. Ахмадуллин, к.г.-м.н. В. Я. Беспалов, чл.-кор. Ч. Б. Борукаев, д.г.-м.н. Г. В. Власов, д.г.-м.н. А. А. Врублевский, акад. Н. Л. Добрецов, акад. Ю. А. Косыгин, чл.-кор. Ю. Ф. Малышев, чл.-кор. С. М. Родионов, акад. Н. П. Романовский.